# Olejek bergamotowy

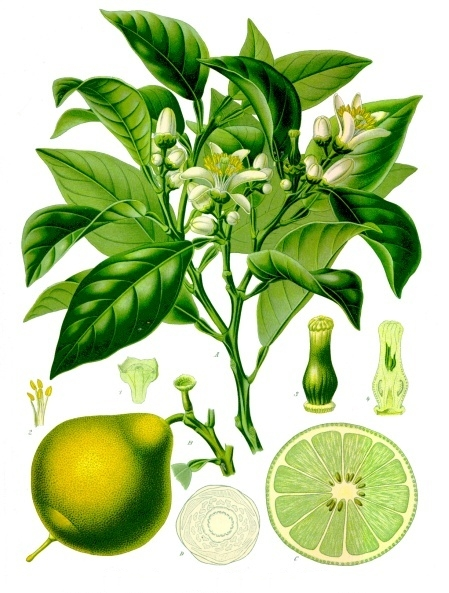
Pomarańcza bergamota (bergamota, cytryniec bergamotka)

Olejek bergamotowy (łac. Oleum Bergamottae, Oleum Bergamiae) – olejek eteryczny pozyskiwany ze skórek owoców pomarańczy bergamoty (cytryńca bergamotki). Drzewo bergamotowe to gatunek z rodziny rutowatych. Jest uprawiane niemal wyłącznie we Włoszech (prowincja Reggio di Calabria w Kalabrii). Za jego ojczyznę uważa się Indie.
Olejek jest uzyskiwany z zewnętrznej części skórki (naowocnia) metodą wytłaczania (prasowania) i destylacji z parą wodną. Uzyskuje się wydajność ok. 0,5% w przeliczeniu na cały owoc. Głównymi składnikami olejku są octan linalilu i linalol.
Olejek bergamotowy jest stosowany jako substancja zapachowa oraz składnik środków dezynfekujących i farmaceutyków (farmakognozja).

## Pozyskiwanie olejku bergamotowego
Drzewo bergamotowe, rosnące niemal wyłącznie w Kalabrii (południowe Włochy), jest trudne w uprawie (duże wymagania glebowe i klimatyczne, mała odporność na choroby). Osiąga wysokość czterech metrów. Kwitnie dwukrotnie w ciągu roku. Owoce zbiera się od grudnia do marca. Jedno dojrzałe dwunastoletnie drzewo wydaje ok. 350 owoców, a starsze – do 800 owoców. Z tej ilości owoców można otrzymać 0,5–1 kg olejku. Olejek pozyskuje się z użyciem maszyn-obieraczek (pelatrici). W obieraczkach owoce są obtaczane między dwoma tarczami, z kolcami i ostrzami na powierzchni. Olejek z wodą i startymi fragmentami naowocni jest wyciskany i odsączany, a następnie poddawany destylacji z parą wodną.
Poza tak otrzymanym olejkiem najwyższej jakości produkowane są olejki mniej wartościowe:
- Distillato di feccia di bergamotto – odzyskiwany z pozostałości po pierwszym wytłaczaniu, przez ich przepłukanie gorącą wodą i poddanie uzyskanej cieczy destylacji z parą wodną
- Distillato di bergamotto – pozyskiwany z owoców, które opadły z drzew
- Distillato di bergamotella – pozyskiwany z owoców, które opadły przed osiągnięciem dojrzałości lub zbyt małych
- Nero di bergamotto – bardzo ciemny, pozyskiwany z owoców, które opadły pod działaniem niekorzystnych warunków atmosferycznych
- Distillato di fabrica – pozyskiwane z użyciem macchina Gangeri, w której otrzymuje się mieszaninę soku i olejku, kierowaną do destylacji z parą wodną.

## Składniki i właściwości olejku
Świeżo wyciśnięty olejek bergamotowy jest cieczą zielonawożółtą lub zielonawobrunatną (kolor zielony pojawia się w wyniku przechowywania olejku w miedzianych naczyniach). Zapach olejku określa się jako przyjemny, orzeźwiający. Zapach, skład i inne właściwości zależą od jakości surowców i zastosowanej technologii pozyskiwania. Olejki z owoców dojrzałych zawierają więcej estrów niż pozyskiwane z owoców niedojrzałych:
- owoce niedojrzałe – 30-32%
- owoce dojrzałe – 38–42%
- wartości maksymalne (np. w przypadku suszy) – 45%.

Olejek bergamotowy wolny od terpenów zawiera ok. 60–70% estrów.

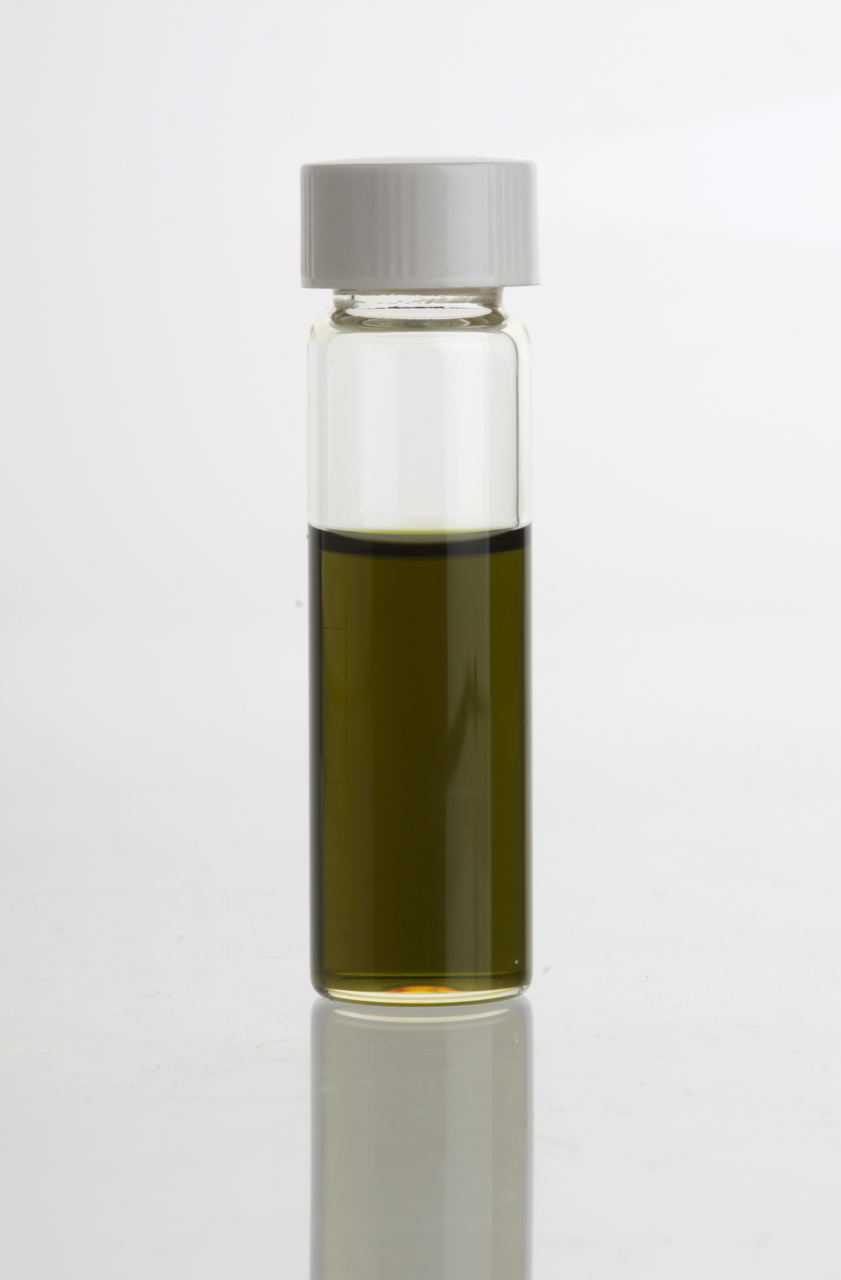
Olejek bergamotowy
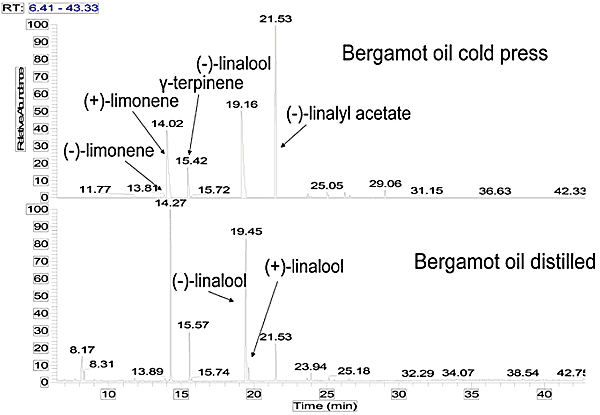
Chromatogramy olejku bergamotowego
Octan linalilu

Głównym składnikiem olejków bergamotowych jest L-octan linalilu (bergamol, C12H20O2, 196,29 g/mol). Występuje on w mieszaninach z wieloma innymi związkami wonnymi.
| Główny składnik  | Inne zidentyfikowane składniki                                                                                  | Przypuszczalne inne składniki                                                         |
| L-octan linalilu | L-linalol, D-limonen, alkohol dihydrokuminylowy, nerol, bergapten, bergaptol, limetyna (cytropten), bergamotyna | α-pinen, oktylen, kamfen, bisabolen, bornylen, dipenten, geraniol, terpineol i cytral |

| Właściwość                                           | Distillato di bergamottella | Distillato de feccia di bergamotto | Distillato di fabrica |
| d15/15                                               | 0,866–0,8730                | 0,863–0,867                        | 0,8560–0,8756         |
| skręcalność alfa D                                   | −4° do +15°48'              | +13°48' do +26°30'                 | +6°48' do +47°        |
| zawartość estrów                                     | 59,5–67%                    | 1,3–24,1%                          | 1,1–2,9%              |
| zawartość alkoholi (jako linalol)                    | 47,5–66,6%                  | 46,4–56%                           | 21,2–61,1%            |
| udział alkoholi nie trzeciorzędowych (jako geraniol) | 6,3–8%                      | 5,5–8,0%                           | 10,1–13,7%            |
| pozostałość po odparowaniu                           | 4,5–6,0%                    | 1,10%                              |                       |
| rozpuszczalność w alkoholu 70°                       | 1 obj. / 2,5–5 obj.         |                                    |                       |
| rozpuszczalność w alkoholu 80°                       | 1 obj. / 1 obj              | 1 obj. / 1,25–4 obj.               |                       |

## Zastosowanie
Olejek bergamotowy jest stosowany do aromatyzowania artykułów spożywczych (np. herbata Earl Grey) oraz w produkcji wielu perfum, wód perfumowanych i mydeł toaletowych. W przypadkach stosowania kosmetyków zawierających ten olejek istnieje ryzyko pojawienia się nadwrażliwości skóry na działanie promieni słonecznych (np. długo nieznikające plamy, zaczerwienienie, pokrzywka, pęcherze).
Olejek ma działanie dezynfekujące, przeciwgrzybicze, dezodorujące. Zażyty doustnie działa wykrztuśnie, wiatropędnie i moczopędnie, pobudza trawienie. Przeciwwskazane jest stosowanie olejku przez kobiety w ciąży.

## Podrabianie
Podrabianie olejku bergamotowego z użyciem tańszych zamienników (np. drzewa różanego lub mięty cytrynowej) od dawna stanowiło problem dla konsumentów. Aby chronić renomę swoich produktów, włoski rząd wprowadził ścisłą kontrolę, na którą składa się sprawdzanie i zatwierdzanie czystości. Stacja Kontroli Aromatów i Produktów Cytrusowych (wł. Stazione Sperimentale per le Industrie delle Essenze e dei Derivati dagli Agrumi) położona w Reggio di Calabria była instytucją kontroli jakości olejku aromatyzującego Bergamotto di Reggio Calabria.  Podczas II wojny światowej Włochy nie miały możliwości eksportu do krajów Ententy. Wobec tego na rynek europejski wpływały konkurencyjne produkty z Brazylii i Meksyku, lecz były one produkowane z innych owoców cytrusowych.